# 500 kilomètres de Sugo 1990
Navigation
Édition précédente Édition suivante
Les 500 kilomètres de Sugo 1990, disputées le 16 septembre 1990 au Sportsland Sugo, ont été la cinquième manche du Championnat du Japon de sport-prototypes 1990.

## La course

### Classement de la course
Voici le classement officiel au terme de la course,.
- Les premiers de chaque catégorie du championnat du monde sont signalés par un fond jaune.
- Pour la colonne Pneus, il faut passer le curseur au-dessus du modèle pour connaître le manufacturier de pneumatiques.
- Les voitures ne réussissant pas à parcourir 75% de la distance du gagnant sont non classées (NC).

| Pos  | Classe | no  | Écurie                             | Pilotes                                                 | Châssis                                | Pneus | Tours | Temps              |
| Pos  | Classe | no  | Écurie                             | Pilotes                                                 | Moteur                                 | Pneus | Tours | Temps              |
| ---- | ------ | --- | ---------------------------------- | ------------------------------------------------------- | -------------------------------------- | ----- | ----- | ------------------ |
| 1    | C1     | 24  | Nissan Motorsport                  | Masahiro Hasemi Anders Olofsson                         | Nissan R90CP                           | D     | 135   | 3h 01 min 20 s 896 |
| 1    | C1     | 24  | Nissan Motorsport                  | Masahiro Hasemi Anders Olofsson                         | Nissan VRH35Z 3,5 l V8 Turbo           | D     | 135   | 3h 01 min 20 s 896 |
| 2    | C1     | 2   | Alpha Racing                       | Stanley Dickens Will Hoy                                | Porsche 962C                           | B     | 135   | + 12 s 596         |
| 2    | C1     | 2   | Alpha Racing                       | Stanley Dickens Will Hoy                                | Porsche Type-956 3,0 l Flat-6 Turbo    | B     | 135   | + 12 s 596         |
| 3    | C1     | 100 | Trust Racing Team                  | George Fouché Steven Andskär                            | Porsche 962C GTi                       | D     | 135   | + 20 s 024         |
| 3    | C1     | 100 | Trust Racing Team                  | George Fouché Steven Andskär                            | Porsche Type-935 3,0 l Flat-6 Turbo    | D     | 135   | + 20 s 024         |
| 4    | C1     | 23  | Nissan Motorsport                  | Kazuyoshi Hoshino Toshio Suzuki                         | Nissan R90CP                           | B     | 135   | + 23 s 649         |
| 4    | C1     | 23  | Nissan Motorsport                  | Kazuyoshi Hoshino Toshio Suzuki                         | Nissan VRH35Z 3,5 l V8 Turbo           | B     | 135   | + 23 s 649         |
| 5    | C1     | 39  | Toyota Team SARD                   | Roland Ratzenberger Naoki Nagasaka                      | Toyota 89C-V                           | D     | 134   | + 1 tour           |
| 5    | C1     | 39  | Toyota Team SARD                   | Roland Ratzenberger Naoki Nagasaka                      | Toyota R36V 3,6 l V8 Turbo             | D     | 134   | + 1 tour           |
| 6    | C1     | 36  | Toyota Team TOM'S                  | Hitoshi Ogawa Masanori Sekiya                           | Toyota 90C-V                           | B     | 134   | + 1 tour           |
| 6    | C1     | 36  | Toyota Team TOM'S                  | Hitoshi Ogawa Masanori Sekiya                           | Toyota R36V 3,6 l V8 Turbo             | B     | 134   | + 1 tour           |
| 7    | C1     | 27  | FromA Racing                       | Akihiko Nakaya Volker Weidler                           | Porsche 962C                           | B     | 134   | + 1 tour           |
| 7    | C1     | 27  | FromA Racing                       | Akihiko Nakaya Volker Weidler                           | Porsche Type-956/82 3,0 l Flat-6 Turbo | B     | 134   | + 1 tour           |
| 8    | C1     | 37  | Toyota Team TOM'S                  | Geoff Lees Pierre-Henri Raphanel                        | Toyota 90C-V                           | B     | 133   | + 2 tours          |
| 8    | C1     | 37  | Toyota Team TOM'S                  | Geoff Lees Pierre-Henri Raphanel                        | Toyota R36V 3,6 l V8 Turbo             | B     | 133   | + 2 tours          |
| 9    | C1     | 55  | Omron Racing                       | Eje Elgh Tomas Mezera (en)                              | Porsche 962C                           | D     | 132   | + 3 tours          |
| 9    | C1     | 55  | Omron Racing                       | Eje Elgh Tomas Mezera (en)                              | Porsche Type-935 3,0 l Flat-6 Turbo    | D     | 132   | + 3 tours          |
| 10   | C1     | 21  | AO Racing                          | Costas Los Katsutomo Kaneishi (en) Hideshi Matsuda (en) | Spice SE90C                            | Y     | 131   | + 4 tours          |
| 10   | C1     | 21  | AO Racing                          | Costas Los Katsutomo Kaneishi (en) Hideshi Matsuda (en) | Ford Cosworth DFZ 3,5 l V8 Atmo        | Y     | 131   | + 4 tours          |
| 11   | GTP    | 202 | Mazdaspeed                         | Yoshimi Katayama Takashi Yorino Yojiro Terada           | Mazda 787                              | D     | 130   | + 5 tours          |
| 11   | GTP    | 202 | Mazdaspeed                         | Yoshimi Katayama Takashi Yorino Yojiro Terada           | Mazda R26B 2,6 l 4-Rotor               | D     | 130   | + 5 tours          |
| 12   | C1     | 85  | Cabin Racing Team With Team LeMans | Takao Wada Osamu Nakako                                 | Nissan R90V                            | Y     | 125   | + 10 tours         |
| 12   | C1     | 85  | Cabin Racing Team With Team LeMans | Takao Wada Osamu Nakako                                 | Nissan VRH35 3,5 l V8 Turbo            | Y     | 125   | + 10 tours         |
| 13   | GTP    | 230 | Pleasure Racing                    | Tetsuji Shiratori Shuji Fujii Keiichi Mizutani          | Mazda 757                              | D     | 119   | + 16 tours         |
| 13   | GTP    | 230 | Pleasure Racing                    | Tetsuji Shiratori Shuji Fujii Keiichi Mizutani          | Mazda 13G 2,0 l 3-Rotor                | D     | 119   | + 16 tours         |
| Abd. | C1     | 88  | British Barn Racing Team           | Tsunehisa Asai Jiro Yoneyama Hisatoyo Goto              | British Barn BB90R                     | D     | 68    | Feu                |
| Abd. | C1     | 88  | British Barn Racing Team           | Tsunehisa Asai Jiro Yoneyama Hisatoyo Goto              | Ford Cosworth DFZ 3,5 l V8 Atmo        | D     | 68    | Feu                |
| Abd. | C1     | 33  | Takefuji (en) Racing Team          | Bob Wollek Johnny Herbert                               | Porsche 962C                           | D     | 38    | Vibration          |
| Abd. | C1     | 33  | Takefuji (en) Racing Team          | Bob Wollek Johnny Herbert                               | Porsche Type-935 3,0 l Flat-6 Turbo    | D     | 38    | Vibration          |
| Abd. | GTP    | 201 | Mazdaspeed                         | Pierre Dieudonné David Kennedy                          | Mazda 787                              | D     | 27    | Moteur             |
| Abd. | GTP    | 201 | Mazdaspeed                         | Pierre Dieudonné David Kennedy                          | Mazda R26B 2,6 l 4-Rotor               | D     | 27    | Moteur             |
| Abd. | C1     | 7   | The Alpha Racing                   | Tiff Needell Derek Bell                                 | Porsche 962C                           | Y     | 1     | Moteur             |
| Abd. | C1     | 7   | The Alpha Racing                   | Tiff Needell Derek Bell                                 | Porsche Type-935 3,0 l Flat-6 Turbo    | Y     | 1     | Moteur             |

## Pole position et record du tour
- Pole position :  Geoff Lees (#37 Toyota Team Tom’s) en 1 min 11s 910
- Meilleur tour en course :  Kazuyoshi Hoshino (#23 Nissan Motorsport) en 1 min 16s 010

## À noter
- Longueur du circuit : 3,704 km
- Distance parcourue par les vainqueurs : 500,075 km